# 季风书园

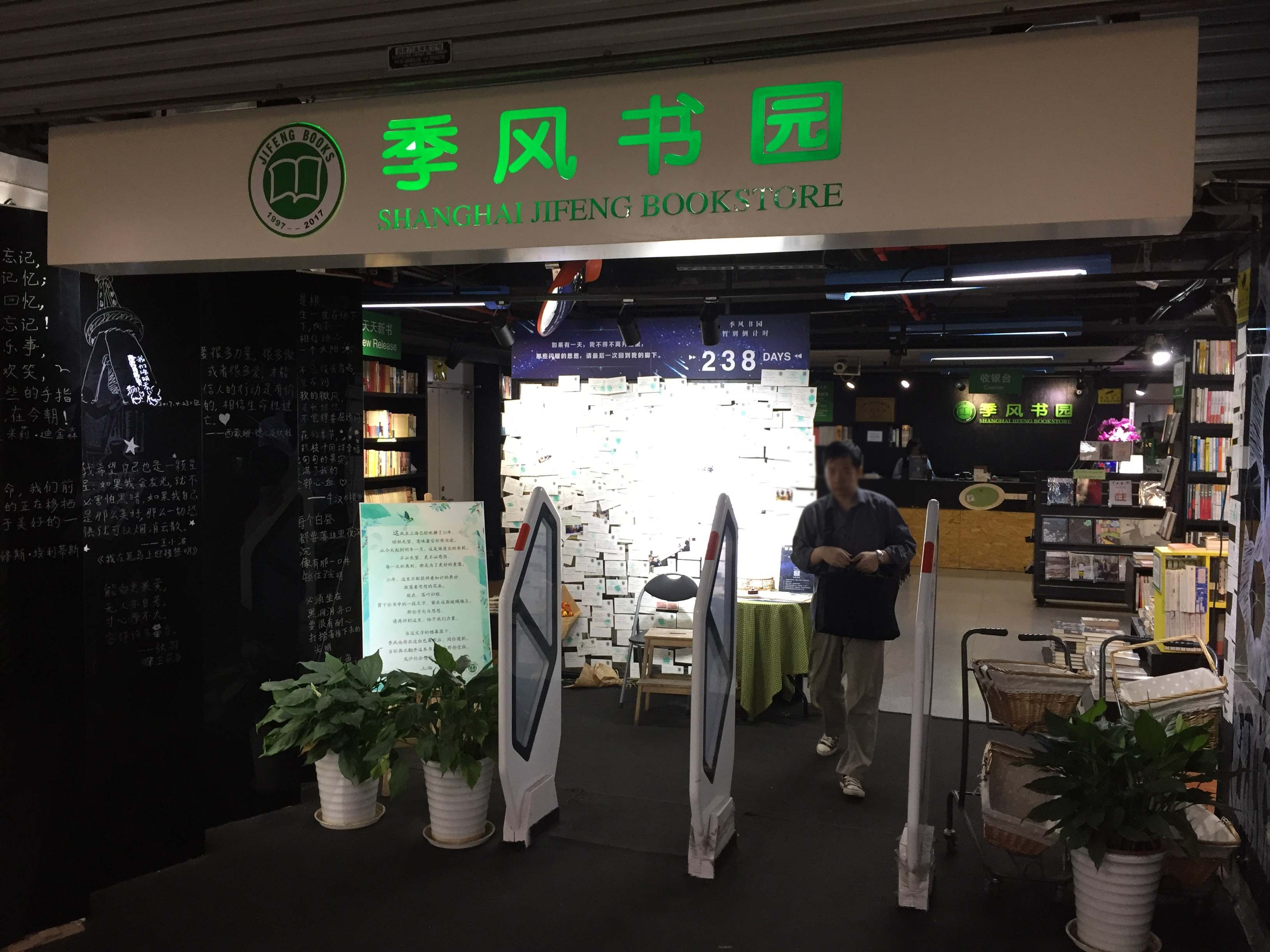
季风书园上海图书馆店，位于上海图书馆站2号口旁

季风书园是一家以“独立的文化立场，自由的思想表达”为办店宗旨的独立书店，1997年由严搏非创立于上海地铁陕西南路站通道内，经过二十年的发展，顶峰时在上海市有八家分店。季风书园除了卖书之外，还举办讲座等活动，具有广泛的社会影响力，被视为上海市的文化地标。2013年于淼接任严搏非，并在上海图书馆站开店。由於當局以各種方式打壓，季风书园分店不斷縮減，最后一家書店被迫于2018年1月31日关闭。2024年9月1日，季风书园在美国華盛頓特区重新開張，位于DC的核心商圈Dupont Circle，提供来自台湾、香港、中国大陆的过万类别中文书和英文书，每周继续“季风人文讲坛”、“季风影像”独立纪录片放映等读者活动，并提供线上购书平台 (https://jfbooks.org )。季风书园是目前DC地区唯一的一家中英文综合书店

## 歷史年表
1997年，在上海社會科學院研究科學哲學史和中國近代思想史的嚴搏非辞职，與朱紅、何平合資，在上海地铁陕西南路站通道内创办了季风书园，初始面积仅41平方米，图书仅8000多册。
1998年，季风书园开设了复兴店和莲花店。年末，陕西南路总店进行了扩建，扩建后的面积达937平方米。
1999年，季风书园新开了以经济管理图书为主的黄陂店，然而并未运营多长时间。
2001年，季风书园在静安寺附近开了一家艺术店，以电影戏剧类图书为特色。
2003年，上海季风图书有限公司与联经出版共同组建了“上海三辉咨询有限公司”，和新星出版社、广西师范大学出版社、吉林出版集团等出版机构合作从事图书策划工作。严搏非策划了大量在国内外学术界赢得很好口碑的学术文化著作。同年季风书园在上海市中心的西藏路福州路口的来福士广场，开出了第一家设于大型高档SHOPPING MALL的书店。
2005年2月15日，上海季风图书有限公司与联经出版在台北市信義區忠孝東路四段561號3樓（聯合報第三大樓）成立簡體中文書籍專賣店“上海书店”。
2006年，季风书园创办《季风书讯》，与《读品》与《独立阅读》并称为沪上三大电子刊，截至2017年12月共发行522期。2007年，季风书园开始组织的每月一期的”今天，我们读书”沙龙活动。
2008年，季风书园陕西南路店10年租约到期，房东要将租金涨10倍，随后新闻界和文化界发起了“保卫季风运动”。
2010年，在徐家汇百脑汇二期开业仅9个月的季风书园概念店，因陷入经济纠纷且每天营业额过低，宣布关门。2011年，季风艺术书店、静安店、来福士店因租约到期，租金上涨无力续租而相继关门。
2012年，季风书园陕西南路店与地铁公司续签的3年租约再次到期，租金依然要涨，季风还是无力承受。于是，上海掀起了第二次“季风保卫战”。
2013年，面臨嚴峻商業壓力下，于淼注資300萬元，從嚴搏非手中接下季风书园，世界读书日那一天季风书园从陕西南路搬迁至地铁10号线上海图书馆站站厅层。同年，季風書園得到官方扶持資金，有了機會在上海书展亮相。
2014年，季风书园华师大店因为修路等客观原因经营不善，主动撤店退出。同年開始，季風書園在上海書展的展位開始變小，被視為當局警惕季風書園立場的信號。
2015年，季风人文讲堂开讲。同年，季風書園申請參加上海書展遭到明確拒絕，媒體也被禁止報道季風書園活動。
2016年，季风书园八里台社区店和温州店相继筹划并开始试运营。
2017年2月，季风书园八里台社区店因被指控无证经营而关门；3月16日，于淼發微博表示，上海文化執法總隊和公安部門聯合執法，以「無證售書、突破法律底線」為名強制要求關店、罰款，導致試行兩月的季風浦東社區店被迫關門。4月10日，收到上海图书馆拒绝续租的复函，季风书园将于一年租约到期被迫关门，2017年12月开业的济南分店最终也改为以“冷湖书园”名义运营，与季风书园切割。
2018年1月31日，最后一家季风书园在上海被关闭。于淼认为，原因與官方認為書店舉辦的講座活動會帶來風險有關，這些活動鼓勵思辨、關心社會現實，有些講者可能不是官方歡迎的人物。于淼一家2018年来美。2022年于淼的妻子谢芳回国探亲后遭限制出境。 2023年5月，谢芳回到美国。
2024年9月1日，季风书园在美国華盛頓特区重新開張。

## 保卫季风运动
2008年底陕西南路总店十年租赁合同到期，地铁公司通知租金价格要上涨10倍，书店完全无法承受，停业在即。2008年9月10日，上海文匯報頭版發表了長文《「季風」將吹向何處？》，表達了對書店的同情，將書店去留擺上為公共議題。見報當天，上海市新聞出版局新就職不久的局長也專程召開緊急會議，決定為書店經營發聲支援。消息传出之后，“保卫季风”运动自发形成。有年輕一代更打算連署靜坐，在地鐵站聲援書店，被嚴搏非攔下。华东师范大学出版社社长朱杰人在一场学术研讨会上呼吁出版界联合起来帮助季风书园渡过难关：“上海不能再少一家专门销售人文社科图书的书店了”。有网友发起“一起来捍卫陕西南路季风书园”的活动，数千人响应。很多读者呼吁，要在商业中心区域为书店留下空间，当时有句口号是，“地铁站里不能只有哈根达斯，而没有哈贝马斯。”经过长时间谈判，季风又赢得三年低价续约。但三年期满后，季风撤出，搬迁到上海图书馆站站厅内。

## 活动举办与官方阻挠
从2017年起，季风开始组织的每月一期的「今天，我们读书”沙龙活动。2015年，季风人文讲堂开讲，历史学家沈志华、雷颐，政治学者冯克利，文化学者朱大可，经济学家韦森，调查记者和公益人邓飞，民谣歌手周云蓬与桑格格，科幻小说家王晋康等均在此讲座。据统计，仅上图店，四年共举办443场活动，150场人文讲堂，近10万人次参与。
季风书园举办的多个活动遭到阻挠，不少讲座被迫取消。同时，季风书园微博和微信多篇文章遭到删除，豆瓣小组、小站和帐号全部遭到禁用和删除。

## 季风重生
2024年9月1日，季风书园在美国華盛頓特区重新開張，地点位于杜邦圈地铁站。 在接受美国之音采访时季风书园负责人于淼表示，未来他将在书店定期举办讲座，还计划开启中文出版业务。 这标志着在港澳不再有出版和发行自由的情况下，中文书籍在海外的出版和发行有了一个新的起点。根据华盛顿邮报的报道，“开张当天，读者再次挤满了书店，阳光洒了进来，感觉就像是回家一样。”于淼：书店将秉承创始人的宗旨和在上海所建立的和读者和社区的联系，成为所有华盛顿居民的一个活动场所，“我真的很想回馈社区”。

## 季风人文讲坛
季风人文讲坛是季风书园在上海的招牌读者活动之一，在上海有超过200场活动记录。2024年9月，季风书园在美国华盛顿DC重新开业后，该栏目继续保持并每周邀请各领域的学者、作家、媒体人等进行线下对话，提供一个理性、多元、包容、建设性的平台。
第1期：吴国光《公共生活与族群自由——从“亚流亡”到海外华人的文化重建》（2024年9月12日 ）
第2期：裴敏欣《数字时代下的个人隐私与权力》（2024年9月13日）
第3期：哈金《故土的束缚》（2024年9月21日）
第4期：不明白博客DC首次线下见面：蔡霞与袁莉对谈（2024年10月6日）
第5期：韩秀《文学中的人性探索：边缘化生存的力量》（2024年10月25日）
第6期：Orville Schell 夏伟 - My Old Home: A Novel of Exile (2024年10月17日）
第7期：Edward Wong 黃安偉 - At the Edge of Empire （2024年11月1日）
第8期：闾丘露薇《话语权争夺中的角色与参与》（2024年11月6日）
第9期：Paul French - An Evening with China Historian （2024年11月14日）
第10期：刘军宁《误导公众的流行观念探析》（2024年11月15日）
第11期：Robin Radin - Mao's Hijacked Generation （2024年11月21日）
第12期：《走线》纪录片放映（2024年11月22日）
第13期：余茂春《美国新政府对华政策及中美外交战略博弈》（2024年12月5日）
第14期：Mark Clifford & Josh Rogin - The Troublemaker: How Jimmy Lai/黎智英 Become a Billionaire, Hong Kong's Greatest Dissident, and China's Most Feared Critic（2024年12月6日）
第15期：林世钰《但愿人皆健，何妨我独贫：悼念高耀洁去世一周年》（2024年12月9日）
第16期：Larry Diamond - Can China Become a Democracy （2024年12月10日）
第17期：James Mann - Covering the American Relationship (2024年12月13日）

## 荣誉
2000年，季风成为被新闻出版署评出的2000年全国双优单位。
2016年，季风获得第二届华文领读者大奖颁奖典礼上，季风书园获得了华文领读者·阅读组织奖。

## 評價
有评论认为，季风书园之死折射公共领域式微：
|  | 人们不禁要问，偌大一个上海，何以没有季风的容身之地？ 毋须赘言，季风命运的戛然而止，与这个时代及其背后的公共生活有着千丝万缕的联系，某种程度而言，季风之死恰是折射了当下公共领域的式微，一种短期内无可逆转的式微。 |

经济学人在一篇名为 Despite censorship, China has some cool bookshops 的文章中称，季风书园等民办书店考验着文化保守主义权威的耐心：
|  | During two decades of operation, Jifeng has tested the patience of Shanghai’s culturally conservative authorities. One of its founders was a prominent liberal academic in the heady days before the crushing of the Tiananmen Square protests in 1989. The shop’s selection of books on politics and philosophy reflects his tastes. Ever tighter controls on debate under President Xi Jinping may have added to pressure on officials in Shanghai to take action. |

書店無奈退場當夜東主于淼和書店職員站在書店中央，朗誦濟慈的《夜鶯頌》，過後， 于淼發表告別演說時講到：
|  | 如果說季風二十年在上海精神文化史上留下了什麼，我想首先是一種純粹，由民間自發追求獨立思想和追求真理的一種執着狀態中的純粹。它給了我們很多力量和勇氣。另外留下的，就是一個傷疤。傷疤裏面，你能看到無知和荒謬。這個傷疤已然形成，它無法癒合，我們只能跨越，我期待跨越的那一刻。 |

## 类似书店
- 万圣书园